# Columbus, Mississippi
Columbus är en stad i östra Mississippi, USA. Staden har 23 640 invånare (2010). Columbus är administrativ huvudort i Lowndes County och säte för Mississippi University for Women.